# Semicercle

Un semicercle amb radi r.

En matemàtiques (més específicament, la geometria), un semicercle és una figura geomètrica bidimensional que forma la meitat d'un cercle. Sent la meitat dels 360° d'un cercle, l'arc d'un semicercle sempre mesura 180°.
El semicercle equival al desplegament dels angles d'un triangle qualsevol. Si prenem un triangle equilàter, el semicercle totalitza 3 angles de 60 graus, per tant 180°.
Addicionalment, l'angle d'un semicercle sempre és un angle recte.